# Ryssland i olympiska sommarspelen 1996
Ryssland deltog i de olympiska sommarspelen 1996 med en trupp bestående av 390 deltagare, och totalt tog landet 63 medaljer.

## Badminton
Herrar
| Spelare                       | Gren       | 32-delsfinal                 | Sextondelsfinal                                   | Åttondelsfinal                       | Kvartsfinal                                     | Semifinal         | Final             | Final            |
| Spelare                       | Gren       | Motståndare Poäng            | Motståndare Poäng                                 | Motståndare Poäng                    | Motståndare Poäng                               | Motståndare Poäng | Motståndare Poäng | Placering        |
| ----------------------------- | ---------- | ---------------------------- | ------------------------------------------------- | ------------------------------------ | ----------------------------------------------- | ----------------- | ----------------- | ---------------- |
| Andrej Antropov               | Herrsingel |                              | Sidek (MAS) (5/8) L 11-15, 7-15                   | Gick inte vidare                     | Gick inte vidare                                | Gick inte vidare  | Gick inte vidare  | Gick inte vidare |
| Pavel Uvarov                  | Herrsingel | van Dijk (NED) L 8-15, 10-15 | Gick inte vidare                                  | Gick inte vidare                     | Gick inte vidare                                | Gick inte vidare  | Gick inte vidare  | Gick inte vidare |
| Andrej Antropov Nikolaj Zujev | Herrdubbel |                              | Ponting (GBR) Robertson (GBR) W 18-13, 7-15, 15-4 | Helber (GER) Keck (GER) W 15-1, 15-7 | Ariantho (INA) Kantono (INA) (5/8) L 5-15, 1-15 | Gick inte vidare  | Gick inte vidare  | 5                |

Damer
| Spelare                         | Gren      | 32-delsfinal                   | Sextondelsfinal                            | Åttondelsfinal    | Kvartsfinal       | Semifinal         | Final             | Final            |
| Spelare                         | Gren      | Motståndare Poäng              | Motståndare Poäng                          | Motståndare Poäng | Motståndare Poäng | Motståndare Poäng | Motståndare Poäng | Placering        |
| ------------------------------- | --------- | ------------------------------ | ------------------------------------------ | ----------------- | ----------------- | ----------------- | ----------------- | ---------------- |
| Jelena Rybkina                  | Damsingel | Muggeridge (GBR) W 11-6, 12-11 | Mizui (JPN) L 1-11, 8-11                   | Gick inte vidare  | Gick inte vidare  | Gick inte vidare  | Gick inte vidare  | Gick inte vidare |
| Marina Jakusjeva                | Damsingel |                                | Yao (CHN) (5/8) L 4-11, 4-11               | Gick inte vidare  | Gick inte vidare  | Gick inte vidare  | Gick inte vidare  | Gick inte vidare |
| Jelena Rybkina Marina Jakusjeva | Damdubbel |                                | Jørgensen (DEN) Olsen (DEN) L 13-15, 10-15 | Gick inte vidare  | Gick inte vidare  | Gick inte vidare  | Gick inte vidare  | Gick inte vidare |

Mixed
| Spelare                        | Gren        | 32-delsfinal      | Sextondelsfinal                             | Åttondelsfinal    | Kvartsfinal       | Semifinal         | Final             | Final            |
| Spelare                        | Gren        | Motståndare Poäng | Motståndare Poäng                           | Motståndare Poäng | Motståndare Poäng | Motståndare Poäng | Motståndare Poäng | Placering        |
| ------------------------------ | ----------- | ----------------- | ------------------------------------------- | ----------------- | ----------------- | ----------------- | ----------------- | ---------------- |
| Nikolaj Zujev Marina Jakusjeva | Mixeddubbel |                   | Heryanto (INA) Timur (INA) (2) L 6-15, 6-15 | Gick inte vidare  | Gick inte vidare  | Gick inte vidare  | Gick inte vidare  | Gick inte vidare |

## Basket
Damer
Gruppspel
| Lag       | Vinster | Förluster | Poäng |
| --------- | ------- | --------- | ----- |
| Brasilien | 5       | 0         | 10    |
| Ryssland  | 4       | 1         | 9     |
| Italien   | 3       | 2         | 8     |
| Japan     | 2       | 3         | 7     |
| Kina      | 1       | 4         | 6     |
| Kanada    | 0       | 5         | 5     |

|           | Brasilien | Ryssland | Italien | Japan  | Kina  | Kanada |
| --------- | --------- | -------- | ------- | ------ | ----- | ------ |
| Brasilien | -         | 82-68    | 75-73   | 100-80 | 83-98 | 69-56  |
| Ryssland  | 68-82     | -        | 75-70   | 73-63  | 94-78 | 68-49  |
| Italien   | 73-75     | 70-75    | -       | 66-52  | 62-53 | 59-54  |
| Japan     | 80-100    | 63-73    | 52-66   | -      | 75-72 | 95-85  |
| Kina      | 83-98     | 78-94    | 53-62   | 72-75  | -     | 61-49  |
| Kanada    | 56-69     | 49-68    | 54-59   | 85-95  | 49-61 | -      |

Slutspel
|  | Kvartsfinaler | Kvartsfinaler |              |     | Semifinaler | Semifinaler  |              |            | Final      | Final |
|  | 0             | 0             | 0            | 0   | 0           | 0            | 0            | 0          | 0          | 0     |
|  |               |               | 0            | 0   |             |              | 0            | 0          |            |       |
|  |               |               | 0            | 0   |             |              | 0            | 0          |            |       |
|  | 0 Brasilien   | 0101          | 0            | 0   |             |              | 0            | 0          |            |       |
|  | 0 Brasilien   | 0101          | 0            | 0   |             |              | 0            | 0          |            |       |
|  | 0 Kuba        | 069           | 0            | 0   |             |              | 0            | 0          |            |       |
|  | 0 Kuba        | 069           | 0            | 0   | 0 Brasilien | 081          | 0            | 0          |            |       |
|  |               |               | 0            | 0   | 0 Brasilien | 081          | 0            | 0          |            |       |
|  | 0             | 0 Ukraina     | 0            | 060 | 0           |              |              | 0          |            |       |
|  | 0             | 0 Ukraina     | 0            | 060 | 0           | 0 Ukraina    | 059          | 0          |            |       |
|  | 0             |               |              |     |             | 0 Ukraina    | 059          | 0          |            |       |
|  | 0             | 0 Italien     | 050          | 0   |             |              |              | 0          |            |       |
|  | 0             | 0 Italien     | 050          | 0   | 0 Brasilien | 087          |              | 0          |            |       |
|  | 0             |               |              | 0   | 0 Brasilien | 087          |              | 0          |            |       |
|  | 0             | 0             | 0 USA        | 0   | 0111        |              |              |            |            |       |
|  | 0             | 0             | 0 USA        | 0   | 0111        | 0 Ryssland   | 070          |            |            |       |
|  | 0             | 0             |              |     |             |              | 070          |            |            |       |
|  | 0             | 0             | 0 Australien | 074 | 0           |              |              |            |            |       |
|  | 0             | 0             | 0 Australien | 074 | 0           | 0 Australien | 071          | Bronsmatch | Bronsmatch |       |
|  | 0             | 0             |              |     | 0           | 0 Australien | 071          | Bronsmatch | Bronsmatch |       |
|  | 0             | 0             | 0 USA        | 093 | 0           | 0            |              |            |            |       |
|  | 0             | 0             | 0 USA        | 093 | 0           | 0            | 0 USA        | 0108       | 0 Ukraina  | 056   |
|  | 0             | 0             |              |     | 0           | 0            | 0 USA        | 0108       | 0 Ukraina  | 056   |
|  | 0             | 0             | 0 Japan      | 093 | 0           | 0            | 0 Australien | 066        |            |       |
|  | 0             | 0             | 0 Japan      | 093 | 0           | 0            | 0 Australien | 066        |            |       |
|  |               |               |              |     |             |              |              |            |            |       |
|  |               |               |              |     |             |              |              |            |            |       |

## Bordtennis
Herrar
| Spelare                        | Gren       | Grupp                                                                                            | Omgång 1             | Kvartsfinal          | Semifinal            | Final                |                  |
| Spelare                        | Gren       | Motståndare Resultat                                                                             | Motståndare Resultat | Motståndare Resultat | Motståndare Resultat | Motståndare Resultat |                  |
| ------------------------------ | ---------- | ------------------------------------------------------------------------------------------------ | -------------------- | -------------------- | -------------------- | -------------------- | ---------------- |
| Dmitrij Mazunov                | Herrsingel | Hodžić (BIH) W 2-0 Butler (USA) W 2-0 Karlsson (SWE) W 2-0                                       | Samsonaŭ (BLR) L 0-3 | Gick inte vidare     | Gick inte vidare     | Gick inte vidare     | Gick inte vidare |
| Andrej Mazunov                 | Herrsingel | Prean (GBR) W 2-1 Hylton (JAM) W 2-0 Samsonaŭ (BLR) L 1-2                                        | Gick inte vidare     | Gick inte vidare     | Gick inte vidare     | Gick inte vidare     | Gick inte vidare |
| Andrej Mazunov Dmitrij Mazunov | Herrdubbel | Samsonaŭ (BLR) Shchetinin (BLR) W 2-0 Butler (USA) Sweeris (USA) W 2-0 Lee (KOR) Yoo (KOR) L 0-2 |                      | Gick inte vidare     | Gick inte vidare     | Gick inte vidare     | Gick inte vidare |

Damer
| Spelare                    | Gren      | Grupp                                                                                          | Omgång 1             | Kvartsfinal                | Semifinal            | Final                |                  |
| Spelare                    | Gren      | Motståndare Resultat                                                                           | Motståndare Resultat | Motståndare Resultat       | Motståndare Resultat | Motståndare Resultat |                  |
| -------------------------- | --------- | ---------------------------------------------------------------------------------------------- | -------------------- | -------------------------- | -------------------- | -------------------- | ---------------- |
| Irina Palina               | Damsingel | Dobešová (CZE) W 2-0 Alejo (DOM) W 2-0 Koyama (JPN) L 1-2                                      | Gick inte vidare     | Gick inte vidare           | Gick inte vidare     | Gick inte vidare     | Gick inte vidare |
| Jelena Timina              | Damsingel | Schöpp (GER) L 0-2 Kim (PRK) L 0-2 Oshonaike (NGR) W 2-0                                       | Gick inte vidare     | Gick inte vidare           | Gick inte vidare     | Gick inte vidare     | Gick inte vidare |
| Irina Palina Jelena Timina | Damdubbel | Kaffo (NGR) Oshonaike (NGR) W 2-0 Noor (NED) Vriesekoop (NED) W 2-0 Wang (USA) Yip (USA) W 2-0 |                      | Park (KOR) Ryu (KOR) L 1-3 | Gick inte vidare     | Gick inte vidare     | Gick inte vidare |

## Boxning
| Boxare              | Gren            | Sextondelsfinal        | Åttondelsfinal          | Kvartsfinal               | Semifinal             | Final                  | Placering        |
| Boxare              | Gren            | Motståndare Resultat   | Motståndare Resultat    | Motståndare Resultat      | Motståndare Resultat  | Motståndare Resultat   | Placering        |
| ------------------- | --------------- | ---------------------- | ----------------------- | ------------------------- | --------------------- | ---------------------- | ---------------- |
| Albert Pakejev      | Flugvikt        | Sunee (MRI) W 8-1      | Muluka (ZAM) W 13-4     | Reyes (COL) W +13-13      | Romero (CUB) L 6-12   | Gick inte vidare       |                  |
| Raimkul Malachbekov | Bantamvikt      | Cotto (PUR) W 16-6     | Boulehia (ALG) W RSC    | Tseyen-Oidov (MGL) W 21-9 | Mesa (CUB) L 14-14+   | Gick inte vidare       |                  |
| Ramaz Paliani       | Fjädervikt      | Shin (KOR) W 10-7      | Ouzlian (GRE) W 27-2    | Kamsing (THA) L 4-13      | Gick inte vidare      | Gick inte vidare       | Gick inte vidare |
| Eduard Zacharov     | Lätt weltervikt | Nitami (JPN) W 21-6    | Boudreault (CAN) W 11-9 | Vinent (CUB) L 7-15       | Gick inte vidare      | Gick inte vidare       | Gick inte vidare |
| Oleg Sajtov         | Weltervikt      | Sume (TUR) W 11-1      | Bae (KOR) W 9-5         | Chater (TUN) W 9-3        | Santos (PUR) W 13-11  | Hernández (CUB) W 14-9 |                  |
| Aleksandr Lebziak   | Mellanvikt      | Donaldson (JAM) W 20-4 | Crawford (AUS) W RSCH   | Hernández (CUB) L 8-15    | Gick inte vidare      | Gick inte vidare       | Gick inte vidare |
| Dmitrij Vybornov    | Lätt tungvikt   | Tarver (USA) L 2-5     | Gick inte vidare        | Gick inte vidare          | Gick inte vidare      | Gick inte vidare       | Gick inte vidare |
| Igor Ksjinin        | Tungvikt        | Amro (EGY) W 17-4      | Krasniqi (GER) L 2-10   | Gick inte vidare          | Gick inte vidare      | Gick inte vidare       | Gick inte vidare |
| Aleksej Lezin       | Supertungvikt   |                        | Yurchenko (KAZ) W RSCI  | Monse (GER) W 9-5         | Klitschko (UKR) L 1-4 | Gick inte vidare       |                  |

## Brottning
Fristil
| Brottare               | Gren                   | Omgång 1                | Åttondelsfinal          | Kvartsfinal          | Semifinal            | Final                | Återkval Omgång 2    | Återkval Omgång 3      | Återkval Omgång 4    | Återkval Omgång 5       | Återkval Omgång 6       | Brons- match                             | Placering        |
| Brottare               | Gren                   | Motståndare Resultat    | Motståndare Resultat    | Motståndare Resultat | Motståndare Resultat | Motståndare Resultat | Motståndare Resultat | Motståndare Resultat   | Motståndare Resultat | Motståndare Resultat    | Motståndare Resultat    | Motståndare Resultat                     | Placering        |
| ---------------------- | ---------------------- | ----------------------- | ----------------------- | -------------------- | -------------------- | -------------------- | -------------------- | ---------------------- | -------------------- | ----------------------- | ----------------------- | ---------------------------------------- | ---------------- |
| Vougar Oroudjov        | Lätt flugvikt, fristil | Yefteni (UKR) L 4-6     | Gick inte vidare        | Gick inte vidare     | Gick inte vidare     | Gick inte vidare     | Ragusa (CAN) W 12-0  | Fernández (MEX) W 10-0 | Eiter (USA) W 10-4   | Corduneanu (ROU) W 10-0 | Jung (KOR) W 5-1        | Vila (CUB) L 2-5                         | 4                |
| Tjetjen-ool Mongusj    | Flugvikt, fristil      | Corduneanu (ROU) W 11-4 | Jordanov (BUL) L 2-4    | Gick inte vidare     | Gick inte vidare     | Gick inte vidare     |                      | Tohuzov (UKR) W 2-1    | Ochilov (UZB) W 4-0  |                         | Mohammadi (IRI) W 3-1   | Mamyrov (KAZ) L 2-3                      | 4                |
| Bagavdin Umachanov     | Bantamvikt, fristil    | Liuzzi (ITA) W 4-0      | Sissaouri (CAN) L 1-1   | Gick inte vidare     | Gick inte vidare     | Gick inte vidare     |                      | Fjodorov (KAZ) W 5-2   | Talaei (IRI) L 0-1   | Gick inte vidare        | Gick inte vidare        | Gick inte vidare                         | Gick inte vidare |
| Magomed Azizov         | Fjädervikt, fristil    | Vath (CAM) W 10-0       | Scheibe (GER) W 8-2     |                      | Brands (USA) L 1-4   | Gick inte vidare     |                      |                        |                      |                         | Wada (JPN) L 0-10       | Match om 5:e plats Schillaci (ITA) W 0-0 | 5                |
| Vadim Bogijev          | Lättvikt, fristil      |                         | Fadzajev (UZB) W 3-1    | Zazirov (UKR) W 6-4  | Hwang (KOR) W 3-2    | Saunders (USA) W 1-1 |                      |                        |                      |                         |                         |                                          |                  |
| Buvajsar Sajtijev      | Weltervikt, fristil    | Momeni (IRI) W 8-0      | Leipold (GER) W 3-1     |                      | Monday (USA) W 6-1   | Park (KOR) W 5-0     |                      |                        |                      |                         |                         |                                          |                  |
| Chadzjimurad Magomedov | Mellanvikt, fristil    | Diouf (SEN) W 3-0       | Ramos (CUB) W 7-4       |                      | Khadem (IRI) W 4-0   | Yang (KOR) W 2-1     |                      |                        |                      |                         |                         |                                          |                  |
| Macharbek Chadartsev   | Lätt tungvikt, fristil | Muhammad (PAK) W 10-0   |                         | Douglas (USA) W 4-1  | Lohyna (SVK) W 7-1   | Khadem (IRI) L 0-3   |                      |                        |                      |                         |                         |                                          |                  |
| Leri Chabelov          | Tungvikt, fristil      | Tqelasjvili (GEO) W 2-0 | Jadidi (IRI) L 0-4      | Gick inte vidare     | Gick inte vidare     | Gick inte vidare     |                      | Ladik (CAN) L 0-0      | Gick inte vidare     | Gick inte vidare        | Gick inte vidare        | Gick inte vidare                         | Gick inte vidare |
| Andrej Sjumilin        | Supertungvikt, fristil | Klimov (KAZ) W 4-1      | Baumgartner (USA) W 6-1 |                      | Demir (TUR) L 0-1    | Gick inte vidare     |                      |                        |                      |                         | Kovalevskij (KGZ) W 3-0 | Baumgartner (USA) L 1-1                  | 4                |

Grekisk-romersk
| Brottare                | Gren                                | Omgång 1                    | Åttondelsfinal        | Kvartsfinal          | Semifinal             | Final                | Återkval Omgång 2     | Återkval Omgång 3       | Återkval Omgång 4      | Återkval Omgång 5    | Återkval Omgång 6      | Brons- match                            | Placering        |
| Brottare                | Gren                                | Motståndare Resultat        | Motståndare Resultat  | Motståndare Resultat | Motståndare Resultat  | Motståndare Resultat | Motståndare Resultat  | Motståndare Resultat    | Motståndare Resultat   | Motståndare Resultat | Motståndare Resultat   | Motståndare Resultat                    | Placering        |
| ----------------------- | ----------------------------------- | --------------------------- | --------------------- | -------------------- | --------------------- | -------------------- | --------------------- | ----------------------- | ---------------------- | -------------------- | ---------------------- | --------------------------------------- | ---------------- |
| Zäfär Quliyev           | Lätt flugvikt, grekisk-romersk stil | Kado (JPN) W 3-2            | Sim (KOR) L 1-2       | Gick inte vidare     | Gick inte vidare      | Gick inte vidare     |                       | Maynard (USA) W 6-0     | Özdemir (TUR) W 7-0    |                      | Papasjvili (GEO) W 6-0 | Kang (PRK) W 4-0                        |                  |
| Samvel Danieljan        | Flugvikt, grekisk-romersk stil      | Chudojberdijev (UZB) W 11-4 | Jabłoński (POL) W 8-0 | Nazarjan (ARM) L 0-3 | Gick inte vidare      | Gick inte vidare     |                       |                         | Djusenov (KAZ) W 11-0  |                      | Rivas (CUB) W 9-8      | Kalasjnikov (UKR) L 1-4                 | 4                |
| Aleksandr Ignatenko     | Bantamvikt, grekisk-romersk stil    | Melnitjenko (KAZ) L 0-11    | Gick inte vidare      | Gick inte vidare     | Gick inte vidare      | Gick inte vidare     | Elgkian (GRE) L 2-3   | Gick inte vidare        | Gick inte vidare       | Gick inte vidare     | Gick inte vidare       | Gick inte vidare                        | Gick inte vidare |
| Sergej Martynov         | Fjädervikt, grekisk-romersk stil    | Choi (KOR) W 3-0            | Marén (CUB) L 4-5     | Gick inte vidare     | Gick inte vidare      |                      | Zuniga (USA) W 6-6    | Guliasjvili (GEO) L 2-7 | Gick inte vidare       | Gick inte vidare     | Gick inte vidare       | Gick inte vidare                        | Gick inte vidare |
| Aleksandr Tretjakov     | Lättvikt, grekisk-romersk stil      | Yalouz (FRA) L 0-8          | Gick inte vidare      | Gick inte vidare     | Gick inte vidare      | Gick inte vidare     | Magnusson (SWE) W 9-2 | Adzji (UKR) W 3-1       | Manukjan (ARM) W 5-0   | Nikitin (EST) W 4-0  | Puljajev (UZB) W 6-0   | Madzjidov (BLR) W 4-0                   |                  |
| Mnatsakan Iskandarjan   | Weltervikt, grekisk-romersk stil    | García (VEN) W 10-0         | Kim (KOR) W 4-0       |                      | Azcuy (CUB) L 4-5     | Gick inte vidare     |                       |                         |                        |                      | Hahn (GER) L 5-8       | Match om 5:e plats Dzyhasov (UKR) W 0-0 | 5                |
| Sergej Tsir             | Mellanvikt, grekisk-romersk stil    | Farkas (HUN) W 3-0          | Zander (GER) L 0-4    | Gick inte vidare     | Gick inte vidare      | Gick inte vidare     |                       | Park (KOR) W 11-0       | Tsilent (BLR) L 0-10   | Gick inte vidare     | Gick inte vidare       | Gick inte vidare                        | Gick inte vidare |
| Giorgi Koghuasjvili     | Lätt tungvikt, grekisk-romersk stil | Basar (TUR) L 1-6           | Gick inte vidare      | Gick inte vidare     | Gick inte vidare      | Gick inte vidare     | Ueon (KOR) W 4-0      | Gelénesi (HUN) L 1-2    | Gick inte vidare       | Gick inte vidare     | Gick inte vidare       | Gick inte vidare                        | Gick inte vidare |
| Tajmuraz Edisjerasjvili | Tungvikt, grekisk-romersk stil      | Suárez (VEN) W 6-0          | Saldadze (UKR) L 3-6  | Gick inte vidare     | Gick inte vidare      | Gick inte vidare     |                       | Gleasman (USA) W 4-1    | Damjanović (CRO) W 5-0 | Manov (BUL) W 3-1    | Milián (CUB) W 1-0     | Ljungberg (SWE) L 0-3                   | 4                |
| Aleksandr Karelin       | Supertungvikt, grekisk-romersk stil | Ayari (TUN) W 10-0          | Mureico (MDA) W 2-0   | Ahokas (FIN) W 4-0   | Pikilidis (GRE) W 8-0 | Ghaffari (USA) W 1-0 |                       |                         |                        |                      |                        |                                         |                  |

## Bågskytte
Herrar
| Idrottare                                            | Gren                   | Rankningsomgång | Rankningsomgång | 32-delsfinal               | Sextondelsfinal                  | Åttondelsfinal          | Kvartsfinal       | Semifinal         | Final Bronsmatch  | Final Bronsmatch |
| Idrottare                                            | Gren                   | Poäng           | Seed            | Motståndare Poäng          | Motståndare Poäng                | Motståndare Poäng       | Motståndare Poäng | Motståndare Poäng | Motståndare Poäng | Placering        |
| ---------------------------------------------------- | ---------------------- | --------------- | --------------- | -------------------------- | -------------------------------- | ----------------------- | ----------------- | ----------------- | ----------------- | ---------------- |
| Bair Badjonov                                        | Herrarnas individuella | 635             | 53              | White (USA) (12) L 152-161 | Gick inte vidare                 | Gick inte vidare        | Gick inte vidare  | Gick inte vidare  | Gick inte vidare  | 53               |
| Andrej Podlazov                                      | Herrarnas individuella | 643             | 51              | Tang (CHN) (14) L 154-157  | Gick inte vidare                 | Gick inte vidare        | Gick inte vidare  | Gick inte vidare  | Gick inte vidare  | 50               |
| Balzjinima Tsyrempilov                               | Herrarnas individuella | 675             | 6               | Sjin (KAZ) (59) W 164-163  | Poikolainen (FIN) (38) L 163-164 | Gick inte vidare        | Gick inte vidare  | Gick inte vidare  | Gick inte vidare  | 18               |
| Bair Badjonov Andrej Podlazov Balzjinima Tsyrempilov | Herrarnas lagtävling   | 1950            | 9               |                            |                                  | Slovenien (8) L 241-242 | Gick inte vidare  | Gick inte vidare  | Gick inte vidare  | 11               |

Damer
| Idrottare                                                    | Gren                  | Rankningsomgång | Rankningsomgång | 32-delsfinal                        | Sextondelsfinal             | Åttondelsfinal          | Kvartsfinal       | Semifinal         | Final Bronsmatch  | Final Bronsmatch |
| Idrottare                                                    | Gren                  | Poäng           | Seed            | Motståndare Poäng                   | Motståndare Poäng           | Motståndare Poäng       | Motståndare Poäng | Motståndare Poäng | Motståndare Poäng | Placering        |
| ------------------------------------------------------------ | --------------------- | --------------- | --------------- | ----------------------------------- | --------------------------- | ----------------------- | ----------------- | ----------------- | ----------------- | ---------------- |
| Rita Galinovskaja                                            | Damernas individuella | 644             | 20              | Otgon (MGL) (45) W 150(+10)-150(+6) | Kodama (JPN) (52) W 155-151 | Kim (KOR) (4) L 157-164 | Gick inte vidare  | Gick inte vidare  | Gick inte vidare  | 14               |
| Machluchanum Murzajeva                                       | Damernas individuella | 650             | 13              | Kodama (JPN) (52) L 147-159         | Gick inte vidare            | Gick inte vidare        | Gick inte vidare  | Gick inte vidare  | Gick inte vidare  | 50               |
| Jelena Tutattjikova                                          | Damernas individuella | 641             | 23              | Mensing (GER) (42) L 145-150        | Gick inte vidare            | Gick inte vidare        | Gick inte vidare  | Gick inte vidare  | Gick inte vidare  | 53               |
| Rita Galinovskaja Machluchanum Murzajeva Jelena Tutattjikova | Damernas lagtävling   | 1935            | 5               |                                     |                             | Polen (12) L 229-233    | Gick inte vidare  | Gick inte vidare  | Gick inte vidare  | 10               |

## Cykling

### Mountainbike
Damer
| Cyklist           | Gren                 | Tid               | Placering |
| ----------------- | -------------------- | ----------------- | --------- |
| Nadezjda Pasjkova | Damernas terränglopp | 2:16:36 (+ 25:45) | 27        |
| Alla Jepifanova   | Damernas terränglopp | 2:01:35 (+ 10:44) | 14        |

### Landsväg
Herrar
| Cyklist           | Gren                | Tid               | Placering |
| ----------------- | ------------------- | ----------------- | --------- |
| Jevgenij Berzin   | Herrarnas linjelopp | 4:56:53 (+ 02:57) | 103       |
| Jevgenij Berzin   | Herrarnas tempolopp | 1:07:53 (+ 03:48) | 15        |
| Vasilij Davidenko | Herrarnas linjelopp | 4:56:44 (+ 02:48) | 27        |
| Dmitrij Konysjev  | Herrarnas linjelopp | 4:56:25 (+ 02:29) | 13        |
| Pavel Tonkov      | Herrarnas linjelopp | 4:56:46 (+ 02:50) | 51        |
| Pjotr Ugrjumov    | Herrarnas linjelopp | 4:56:46 (+ 02:50) | 58        |

Damer
| Cyklist               | Gren               | Tid               | Placering       |
| --------------------- | ------------------ | ----------------- | --------------- |
| Zulfia Zabirova       | Damernas linjelopp | 2:37:06 (+ 00:53) | 6               |
| Zulfia Zabirova       | Damernas tempolopp | 36:40             |                 |
| Svetlana Samochvalova | Damernas linjelopp | Fullföljde inte   | Fullföljde inte |
| Svetlana Bubnenkova   | Damernas linjelopp | Fullföljde inte   | Fullföljde inte |
| Svetlana Bubnenkova   | Damernas tempolopp | 40:16 (+ 03:36)   | 18              |

### Bana
Tempolopp
| Cyklist              | Gren                | Tid Hastighet  | Placering |
| -------------------- | ------------------- | -------------- | --------- |
| Aleksandr Kiritjenko | Herrarnas tempolopp | 1:07.013 53.72 | 18        |

Sprint
| Cyklist         | Gren            | Kval          | Kval      | 1/8-final                 | 1/8-final Återkval        | Kvartsfinal                  | Semifinal                 | Final                                                       | Final     |
| Cyklist         | Gren            | Tid Hastighet | Placering | Motståndare Tid Hastighet | Motståndare Tid Hastighet | Motståndare Tid Hastighet    | Motståndare Tid Hastighet | Motståndare Tid Hastighet                                   | Placering |
| --------------- | --------------- | ------------- | --------- | ------------------------- | ------------------------- | ---------------------------- | ------------------------- | ----------------------------------------------------------- | --------- |
| Oksana Grisjina | Damernas sprint | 11.298        | 3         | Larreal (VEN) W 12.209    |                           | Neumann (GER) W 12.119, L, L |                           | Final 5-8 Salumäe (EST) Wang (CHN) Dubnicoff (CAN) W 12.416 | 5         |

Förföljelse
| Cyklist                                                      | Gren                     | Kval     | Kval      | Första omgången      | Första omgången  | Semifinal                | Semifinal        | Final              | Final            |
| Cyklist                                                      | Gren                     | Tid      | Placering | Motståndare Tid      | Placering        | Motståndare Tid          | Placering        | Motståndare Tid    | Placering        |
| ------------------------------------------------------------ | ------------------------ | -------- | --------- | -------------------- | ---------------- | ------------------------ | ---------------- | ------------------ | ---------------- |
| Aleksej Markov                                               | Herrarnas förföljelse    | 4:27.074 | 3         | Szonn (GER) 4:24.863 | 3                | Ermenault (FRA) 4:26.828 | 4                | Did not advance    | Did not advance  |
| Eduard Gritsun Nikolaj Kuznetsov Alexej Markov Anton Sjantyr | Herrarnas lagförföljelse | 4:11.665 | 5         | Ukraina 4:08.785     | 1                | Australien 4:06.885      | 2                | Frankrike 4:07.730 |                  |
| Natalja Karimova                                             | Damernas förföljelse     | 3:45.246 | 10        | Gick inte vidare     | Gick inte vidare | Gick inte vidare         | Gick inte vidare | Gick inte vidare   | Gick inte vidare |

Poänglopp
| Cyklist               | Gren                | Poäng/varv | Placering |
| --------------------- | ------------------- | ---------- | --------- |
| Pavel Chamidulin      | Herrarnas poänglopp | 4 / -1     | 14        |
| Svetlana Samochvalova | Damernas poänglopp  | 14 / 0     | 4         |

## Friidrott
Herrar
| Idrottare                                                        | Gren                            | Heat     | Heat      | Kvartsfinal      | Kvartsfinal      | Semifinal        | Semifinal        | Final            | Final            |
| Idrottare                                                        | Gren                            | Resultat | Placering | Resultat         | Placering        | Resultat         | Placering        | Resultat         | Placering        |
| ---------------------------------------------------------------- | ------------------------------- | -------- | --------- | ---------------- | ---------------- | ---------------- | ---------------- | ---------------- | ---------------- |
| Nikolaj Afanasiev                                                | Herrarnas tiokamp               |          |           |                  |                  |                  |                  | 6711             | 31               |
| Pjotr Botjkarjov                                                 | Herrarnas stavhopp              | 5.70     | 1 q       |                  |                  |                  |                  | 5.86             | 5                |
| Aleksandr Boritjevskij                                           | Herrarnas diskuskastning        | 56.46    | 18        |                  |                  |                  |                  | Gick inte vidare | Gick inte vidare |
| Viktor Tjistiakov                                                | Herrarnas stavhopp              | 5.60     | 9         |                  |                  |                  |                  | Gick inte vidare | Gick inte vidare |
| Andrij Fedoriv                                                   | Herrarnas 100 meter             | 10.39    | 3 Q       | 10.34            | 7                | Gick inte vidare | Gick inte vidare | Gick inte vidare | Gick inte vidare |
| Andrij Fedoriv                                                   | Herrarnas 200 meter             | 20.95    | 6         | Gick inte vidare | Gick inte vidare | Gick inte vidare | Gick inte vidare | Gick inte vidare | Gick inte vidare |
| Vladimir Goljas                                                  | Herrarnas 3 000 meter hinder    | 8:35.50  | 9 q       |                  |                  | 8:36.85          | 9                | Gick inte vidare | Gick inte vidare |
| Andrej Ignatov                                                   | Herrarnas längdhopp             | 8.00     | 7 q       |                  |                  |                  |                  | 7.83             | 11               |
| Vadim Chersontsev                                                | Herrarnas släggkastning         | 74.48    | 8         |                  |                  |                  |                  | Gick inte vidare | Gick inte vidare |
| Andrej Kislych                                                   | Herrarnas 110 meter häck        | 13.74    | 3 Q       | 13.74            | 8                | Gick inte vidare | Gick inte vidare | Gick inte vidare | Gick inte vidare |
| Ilja Konovalov                                                   | Herrarnas släggkastning         | 75.10    | 6 q       |                  |                  |                  |                  | 78.72            | 5                |
| Andrej Loginov                                                   | Herrarnas 1 500 meter           | 3:40.99  | 5         |                  |                  | Gick inte vidare | Gick inte vidare | Gick inte vidare | Gick inte vidare |
| Sergej Ljachov                                                   | Herrarnas diskuskastning        | 62.42    | 4 q       |                  |                  |                  |                  | 60.62            | 11               |
| Sergej Makarov                                                   | Herrarnas spjutkastning         | 85.88    | 2 Q       |                  |                  |                  |                  | 85.30            | 6                |
| Ilja Markov                                                      | Herrarnas 20 kilometer gång     |          |           |                  |                  |                  |                  | 1:20:16          |                  |
| Ruslan Masjtjenko                                                | Herrarnas 400 meter häck        | 49.94    | 3         |                  |                  | Gick inte vidare | Gick inte vidare | Gick inte vidare | Gick inte vidare |
| Nikolaj Matjuchin                                                | Herrarnas 50 kilometer gång     |          |           |                  |                  |                  |                  | 4:01:49          | 25               |
| Andrej Morujev                                                   | Herrarnas spjutkastning         | 77.20    | 11        |                  |                  |                  |                  | Gick inte vidare | Gick inte vidare |
| Jurij Naumkin                                                    | Herrarnas längdhopp             | 8.21     | 3 Q       |                  |                  |                  |                  | 7.96             | 10               |
| Vladimir Ovtjinnikov                                             | Herrarnas spjutkastning         | 78.20    | 7         |                  |                  |                  |                  | Gick inte vidare | Gick inte vidare |
| Jevgenij Paltjikov                                               | Herrarnas kulstötning           | 18.96    | 9         |                  |                  |                  |                  | Gick inte vidare | Gick inte vidare |
| Jevgenij Petjonkin                                               | Herrarnas 110 meter häck        | 13.86    | 5         | Gick inte vidare | Gick inte vidare | Gick inte vidare | Gick inte vidare | Gick inte vidare | Gick inte vidare |
| Aleksej Petruchnov                                               | Herrarnas längdhopp             | 7.50     | 16        |                  |                  |                  |                  | Gick inte vidare | Gick inte vidare |
| Andrej Plotnikov                                                 | Herrarnas 50 kilometer gång     |          |           |                  |                  |                  |                  | Fullföljde inte  | Fullföljde inte  |
| Vladimir Pronin                                                  | Herrarnas 3 000 meter hinder    | 8:29.49  | 6 Q       |                  |                  | 8:34.79          | 10               | Gick inte vidare | Gick inte vidare |
| Igor Sautkin                                                     | Herrarnas tresteg               | 16.06    | 19        |                  |                  |                  |                  | Gick inte vidare | Gick inte vidare |
| Vjatjeslav Sjabunin                                              | Herrarnas 1 500 meter           | 3:38.56  | 6         |                  |                  | Gick inte vidare | Gick inte vidare | Gick inte vidare | Gick inte vidare |
| Risjat Sjafikov                                                  | Herrarnas 20 kilometer gång     |          |           |                  |                  |                  |                  | 1:20:41          | 5                |
| Michail Sjtjennikov                                              | Herrarnas 20 kilometer gång     |          |           |                  |                  |                  |                  | 1:21:09          | 7                |
| Michail Sjtjennikov                                              | Herrarnas 50 kilometer gång     |          |           |                  |                  |                  |                  | 3:43:46          |                  |
| Aleksej Sjidplovskij                                             | Herrarnas kulstötning           | 18.37    | 14        |                  |                  |                  |                  | Gick inte vidare | Gick inte vidare |
| Leonid Sjvetsov                                                  | Herrarnas maraton               |          |           |                  |                  |                  |                  | 2:24:49          | 66               |
| Vasilij Sidorenko                                                | Herrarnas släggkastning         | 76.64    | 4 Q       |                  |                  |                  |                  | 74.68            | 12               |
| Vasilij Sokov                                                    | Herrarnas tresteg               | 16.68    | 8         |                  |                  |                  |                  | Gick inte vidare | Gick inte vidare |
| Viktor Sotnikov                                                  | Herrarnas tresteg               | 16.86    | 5 q       |                  |                  |                  |                  | 7.83             | 11               |
| Oleg Strizjakov                                                  | Herrarnas maraton               |          |           |                  |                  |                  |                  | 2:19:51          | 37               |
| Igor Trandenkov                                                  | Herrarnas stavhopp              | 5.70     | 4 q       |                  |                  |                  |                  | 5.92             |                  |
| Innokentij Zjarov Michail Vdovin Ruslan Masjtjenko Dmitrij Kosov | Herrarnas 4 x 400 meter stafett | 3:04.73  | 2 Q       |                  |                  | 3:05.63          | 8                | Gick inte vidare | Gick inte vidare |

Damer
| Idrottare                                                                              | Gren                           | Heat           | Heat           | Kvartsfinal | Kvartsfinal | Semifinal        | Semifinal        | Final            | Final            |
| Idrottare                                                                              | Gren                           | Resultat       | Placering      | Resultat    | Placering   | Resultat         | Placering        | Resultat         | Placering        |
| -------------------------------------------------------------------------------------- | ------------------------------ | -------------- | -------------- | ----------- | ----------- | ---------------- | ---------------- | ---------------- | ---------------- |
| Jelena Afanasieva                                                                      | Damernas 800 meter             | 1:59.18        | 2 Q            |             |             | 1:57.77          | 2 Q              | 1:59.57          | 5                |
| Anna Birjukova                                                                         | Damernas tresteg               | 14.19          | 7              |             |             |                  |                  | Gick inte vidare | Gick inte vidare |
| Ljudmila Borisova                                                                      | Damernas 1 500 meter           | 4:13.29        | 1 Q            |             |             | 4:06.89          | 6 q              | 4:05.90          | 7                |
| Ramila Burangulova                                                                     | Damernas maraton               |                |                |             |             |                  |                  | 2:38:04          | 35               |
| Olga Tjernjavskaja                                                                     | Damernas diskuskastning        | 63.02          | 2 Q            |             |             |                  |                  | 64.70            | 6                |
| Ljudmila Galkina                                                                       | Damernas längdhopp             | Ingen notering | Ingen notering |             |             |                  |                  | Gick inte vidare | Gick inte vidare |
| Svetlana Gontjarenko                                                                   | Damernas 400 meter             | 51.07          | 2 Q            | 51.35       | 4 Q         | 50.84            | 5                | Gick inte vidare | Gick inte vidare |
| Julia Graudyn                                                                          | Damernas 100 meter häck        | 12.95          | 3 Q            | 12.77       | 3 Q         | 12.74            | 6                | Gick inte vidare | Gick inte vidare |
| Jelena Gruzinova                                                                       | Damernas 10 kilometer gång     |                |                |             |             |                  |                  | 43:50            | 10               |
| Jelena Guljajeva                                                                       | Damernas höjdhopp              | 1.93           | 1 q            |             |             |                  |                  | 1.99             | 5                |
| Valentina Ivanova                                                                      | Damernas diskuskastning        | 58.38          | 13             |             |             |                  |                  | Gick inte vidare | Gick inte vidare |
| Klara Kasjapova                                                                        | Damernas 10 000 meter          | 33:28.34       | 12             |             |             |                  |                  | Gick inte vidare | Gick inte vidare |
| Natalja Kajukova                                                                       | Damernas tresteg               | 13.54          | 8              |             |             |                  |                  | Gick inte vidare | Gick inte vidare |
| Irina Chudorosjkina                                                                    | Damernas kulstötning           | 19.03          | 4 Q            |             |             |                  |                  | 19.35            |                  |
| Anna Knoroz                                                                            | Damernas 400 meter häck        | 56.21          | 4              |             |             | Gick inte vidare | Gick inte vidare | Gick inte vidare | Gick inte vidare |
| Irina Korzjanenko                                                                      | Damernas kulstötning           | 18.92          | 4 Q            |             |             |                  |                  | 18.68            | 8                |
| Olga Kotlyarova                                                                        | Damernas 400 meter             | 51.90          | 4 Q            | 51.36       | 6           | Gick inte vidare | Gick inte vidare | Gick inte vidare | Gick inte vidare |
| Svetlana Kriveljova                                                                    | Damernas kulstötning           | 18.23          | 7              |             |             |                  |                  | Gick inte vidare | Gick inte vidare |
| Inna Lasovskaja                                                                        | Damernas tresteg               | 14.75          | 1 Q            |             |             |                  |                  | 14.98            |                  |
| Jelena Lebedenko                                                                       | Damernas sjukamp               |                |                |             |             |                  |                  | 6082             | 17               |
| Julia Ljachova                                                                         | Damernas höjdhopp              | 1.85           | 11             |             |             |                  |                  | Gick inte vidare | Gick inte vidare |
| Galina Maltjugina                                                                      | Damernas 200 meter             | 22.63          | 1 Q            | 22.69       | 2 Q         | 22.35            | 2 Q              | 22.45            | 5                |
| Svetlana Masterkova                                                                    | Damernas 800 meter             | 1:59.67        | 1 Q            |             |             | 1:57.95          | 1 Q              | 1:57.73          |                  |
| Svetlana Masterkova                                                                    | Damernas 1 500 meter           | 4:09.88        | 2 Q            |             |             | 4:10.35          | 3 Q              | 4:00.83          |                  |
| Svetlana Moskalets                                                                     | Damernas sjukamp               |                |                |             |             |                  |                  | 6118             | 14               |
| Tatiana Motkova                                                                        | Damernas höjdhopp              | 1.93           | 1 q            |             |             |                  |                  | 1.96             | 6                |
| Jelena Nikolajeva                                                                      | Damernas 10 kilometer gång     |                |                |             |             |                  |                  | 41:49            |                  |
| Oksana Ovtjinnikova                                                                    | Damernas spjutkastning         | 57.28          | 9              |             |             |                  |                  | Gick inte vidare | Gick inte vidare |
| Ljudmila Petrova                                                                       | Damernas 10 000 meter          | 31:58.84       | 9 q            |             |             |                  |                  | 32:25.89         | 14               |
| Natalia Pomosjtjnikova-Voronova                                                        | Damernas 100 meter             | 11.22          | 2 Q            | 11.17       | 3 Q         | 11.07            | 3 Q              | 11.10            | 6                |
| Irina Privalova                                                                        | Damernas 100 meter             | 11.42          | 3 Q            | 11.40       | 4 Q         | 11.31            | 7                | Gick inte vidare | Gick inte vidare |
| Irina Privalova                                                                        | Damernas 200 meter             | 23.16          | 2 Q            | 22.82       | 3 Q         | Startade inte    | Startade inte    | Gick inte vidare | Gick inte vidare |
| Tatiana Resjetnikova                                                                   | Damernas 100 meter häck        | 13.01          | 5 q            | 13.01       | 6           | Gick inte vidare | Gick inte vidare | Gick inte vidare | Gick inte vidare |
| Ljudmila Rogatjova                                                                     | Damernas 1 500 meter           | 4:07.61        | 6 Q            |             |             | 4:14.54          | 11               | Gick inte vidare | Gick inte vidare |
| Jelena Romanova                                                                        | Damernas 5 000 meter           | 15:23.37       | 4 Q            |             |             |                  |                  | 15:14.09         | 6                |
| Olga Rubljova                                                                          | Damernas längdhopp             | 6.47           | 13             |             |             |                  |                  | Gick inte vidare | Gick inte vidare |
| Natalia Sadova                                                                         | Damernas diskuskastning        | 62.28          | 5 Q            |             |             |                  |                  | 66.48            |                  |
| Natalja Sjechodanova                                                                   | Damernas 100 meter häck        | 13.24          | 6 q            | 12.68       | 2 Q         | 12.67            | 3 Q              | 12.80            | DSQ              |
| Jelena Sintjukova                                                                      | Damernas längdhopp             | 6.31           | 10             |             |             |                  |                  | Gick inte vidare | Gick inte vidare |
| Irina Stankina                                                                         | Damernas 10 kilometer gång     |                |                |             |             |                  |                  | DSQ              | DSQ              |
| Firaja Sultanova                                                                       | Damernas 10 000 meter          | 32:40.91       | 14             |             |             |                  |                  | Gick inte vidare | Gick inte vidare |
| Marina Trandenkova                                                                     | Damernas 100 meter             | 11.20          | 1 Q            | 11.15       | 2 Q         | 11.07            | 3 Q              | 11.06            | 5                |
| Ljubov Tsioma                                                                          | Damernas 800 meter             | 2:00.18        | 5 q            |             |             | 2:02.50          | 8                | Gick inte vidare | Gick inte vidare |
| Irina Tjuchaj                                                                          | Damernas sjukamp               |                |                |             |             |                  |                  | 5903             | 19               |
| Valentina Jegorova                                                                     | Damernas maraton               |                |                |             |             |                  |                  | 2:28:05          |                  |
| Alla Zjiljajeva                                                                        | Damernas maraton               |                |                |             |             |                  |                  | Fullföljde inte  | Fullföljde inte  |
| Jekaterina Lesjtjova Galina Maltjugina Irina Privalova Natalia Pomosjtjnikova-Voronova | Damernas 4 x 100 meter stafett | 43.00          | 1 Q            |             |             |                  |                  | 42.27            | 4                |
| Tatjana Tjebykina Svetlana Gontjarenko Olga Kotljarova Jekaterina Kulikova             | Damernas 4 x 400 meter stafett | 3:24.86        | 3 Q            |             |             |                  |                  | 3:22.22          | 5                |

## Fäktning
Herrar
| Fäktare                                                     | Gren                   | 32-delsfinal                   | Sextondelsfinal             | Åttondelsfinal              | Kvartsfinal                 | Semifinal                  | Final                        | Placering        |                  |
| Fäktare                                                     | Gren                   | Motståndare Poäng              | Motståndare Poäng           | Motståndare Poäng           | Motståndare Poäng           | Motståndare Poäng          | Motståndare Poäng            | Placering        |                  |
| ----------------------------------------------------------- | ---------------------- | ------------------------------ | --------------------------- | --------------------------- | --------------------------- | -------------------------- | ---------------------------- | ---------------- | ---------------- |
| Aleksandr Beketov (18)                                      | Herrarnas värja        |                                | Burgin (SUI) (15) W 15-12   | Srecki (FRA) (2) W 15-10    | Henry (FRA) (7) W 15-13     | Kovács (HUN) (3) W 15-8    | Trevejo (CUB) (20) W 15-14   |                  |                  |
| Grigorij Kirijenko (1)                                      | Herrarnas sabel        |                                | Banos (CAN) (32) W 15-8     | Sznajder (POL) (16) L 11-15 | Gick inte vidare            | Gick inte vidare           | Gick inte vidare             | Gick inte vidare | Gick inte vidare |
| Pavel Kolobkov (14)                                         | Herrarnas värja        |                                | Yang (KOR) (19) W 15-14     | Kovács (HUN) (3) L 11-15    | Gick inte vidare            | Gick inte vidare           | Gick inte vidare             | Gick inte vidare |                  |
| Ilgar Mamedov (27)                                          | Herrarnas florett      | Chung (KOR) (38) L 8-15        | Gick inte vidare            | Gick inte vidare            | Gick inte vidare            | Gick inte vidare           | Gick inte vidare             | Gick inte vidare |                  |
| Vladislav Pavlovitj (21)                                    | Herrarnas florett      | Perez Araque (VEN) (44) W 15-2 | Guerra (ESP) (12) W 15-11   | Plumenail (FRA) (5) L 12-15 | Gick inte vidare            | Gick inte vidare           | Gick inte vidare             | Gick inte vidare |                  |
| Stanislav Pozdnjakov (2)                                    | Herrarnas sabel        |                                | You (KOR) (34) W 15-6       | Medina (ESP) (18) W 15-11   | Gutzeit (UKR) (10) W 15-14  | Navarrete (HUN) (3) W 15-7 | Sharikov (RUS) (5) W 15-12   |                  |                  |
| Sergej Sjarikov (5)                                         | Herrarnas sabel        |                                | Williams (GBR) (28) W 15-11 | Szabó (HUN) (12) W 15-8     | Wiesinger (GER) (20) W 15-6 | Touya (FRA) (9) W 15-14    | Pozdnyakov (RUS) (2) L 12-15 |                  |                  |
| Dmitrij Sjevtjenko (2)                                      | Herrarnas florett      |                                | Kim (KOR) (31) L 13-15      | Gick inte vidare            | Gick inte vidare            | Gick inte vidare           | Gick inte vidare             | Gick inte vidare | Gick inte vidare |
| Valerij Zacharevitj (33)                                    | Herrarnas värja        | Pena (ESP) (32) W 15-8         | Cuomo (ITA) (1) L 14-15     | Gick inte vidare            | Gick inte vidare            | Gick inte vidare           | Gick inte vidare             | Gick inte vidare |                  |
| Aleksandr Beketov Pavel Kolobkov Valerij Zacharevitj (6)    | Herrarnas värja, lag   |                                |                             | Rumänien (11) W 45-35       | Ungern (3) W 45-39          | Frankrike (2) W 45-42      | Italien (1) L 43-45          |                  |                  |
| Ilgar Mamedov Vladislav Pavlovitj Dmitrij Sjevtjenko (4)    | Herrarnas florett, lag |                                |                             |                             | Ungern (5) W 45-43          | Kuba (1) W 45-44           | Polen (6) W 45-40            |                  |                  |
| Grigorij Kirijenko Stanislav Pozdnjakov Sergej Sjarikov (1) | Herrarnas sabel, lag   |                                |                             |                             | Spanien (8) W 45-34         | Italien (4) W 45-28        | Ungern (2) W 45-25           |                  |                  |

Damer
| Fäktare                                           | Gren                  | 32-delsfinal                  | Sextondelsfinal                    | Åttondelsfinal            | Kvartsfinal          | Semifinal                               | Final                                      | Placering        |
| Fäktare                                           | Gren                  | Motståndare Poäng             | Motståndare Poäng                  | Motståndare Poäng         | Motståndare Poäng    | Motståndare Poäng                       | Motståndare Poäng                          | Placering        |
| ------------------------------------------------- | --------------------- | ----------------------------- | ---------------------------------- | ------------------------- | -------------------- | --------------------------------------- | ------------------------------------------ | ---------------- |
| Karina Aznavurjan (20)                            | Damernas värja        | Tanaka (JPN) (48) W 15-5      | Zalaffi (HUN) (13) L 12-15         | Gick inte vidare          | Gick inte vidare     | Gick inte vidare                        | Gick inte vidare                           | Gick inte vidare |
| Svetlana Bojko (15)                               | Damernas florett      |                               | Scarlat (ROU) (18) L 10-15         | Gick inte vidare          | Gick inte vidare     | Gick inte vidare                        | Gick inte vidare                           | Gick inte vidare |
| Julia Garajeva (34)                               | Damernas värja        | Sotra (YUG) (31) W 15-7       | Szalay (HUN) (2) L 14-15           | Gick inte vidare          | Gick inte vidare     | Gick inte vidare                        | Gick inte vidare                           | Gick inte vidare |
| Maria Mazina (17)                                 | Damernas värja        | Escanellas (PUR) (48) W 15-11 | Uga (ITA) (16) L 9-15              | Gick inte vidare          | Gick inte vidare     | Gick inte vidare                        | Gick inte vidare                           | Gick inte vidare |
| Olga Sjarkova (20)                                | Damernas florett      |                               | Modaine-Cessac (FRA) (13) L 14-15  | Gick inte vidare          | Gick inte vidare     | Gick inte vidare                        | Gick inte vidare                           | Gick inte vidare |
| Olga Velitjko (17)                                | Damernas florett      |                               | Lantos-Romaczne (HUN) (16) W 15-14 | Vezzali (ITA) (1) L 13-15 | Gick inte vidare     | Gick inte vidare                        | Gick inte vidare                           | Gick inte vidare |
| Karina Aznavurjan Julia Garajeva Maria Mazina (6) | Damernas värja, lag   |                               |                                    | Japan (11) W 45-33        | Tyskland (3) W 45-37 | Frankrike (2) L 39-45                   | Bronsmatch Ungern (1) W 45-44              |                  |
| Svetlana Bojko Olga Sjarkova Olga Velitjko (6)    | Damernas florett, lag |                               |                                    | Argentina (11) W 45-20    | Rumänien (3) L 41-45 | Klassificering 5 - 8 Polen (10) W 45-44 | Klassificering 5 - 6 Frankrike (5) L 44-45 | 6                |

## Gymnastik

### Artistisk
Herrar
| Idrottare | Gren                            | Redskap    | Redskap   | Redskap | Redskap  | Redskap  | Redskap  | Final   | Final     |
| Idrottare | Gren                            | Fristående | Bygelhäst | Ringar  | Hopp     | Barr     | Räck     | Totalt  | Placering |
| --- | ------------------------------- | ---------- | --------- | ------- | -------- | -------- | -------- | ------- | --------- |
| Sergej Charkov | Herrarnas kvaltävling           | 9.662      |           | 19.162  | 19.262   | 19.312 Q | 19.250   | 86.648  | 87        |
| Sergej Charkov | Herrarnas barr                  |            |           |         |          | 9.650    |          | 9.650   | 8         |
| Nikolaj Krjukov                                                                                                   | Herrarnas kvaltävling           | 9.525      | 19.237    |         | 19.212   | 19.237   | 19.125   | 86.336  | 88        |
| Aleksej Nemov | Herrarnas kvaltävling           | 19.450 Q   | 19.412 Q  | 19.150  | 19.425 Q | 19.387 Q | 19.537 Q | 116.361 | 1 Q       |
| Aleksej Nemov | Herrarnas individuella mångkamp | 9.700      | 9.800     | 9.612   | 9.700    | 9.762    | 9.800    | 58.374  |           |
| Aleksej Nemov | Herrarnas fristående            | 9.800      |           |         |          |          |          | 9.800   |           |
| Aleksej Nemov | Herrarnas bygelhäst             |            | 9.787     |         |          |          |          | 9.787   |           |
| Aleksej Nemov | Herrarnas hopp                  |            |           |         | 9.787    |          |          | 9.787   |           |
| Aleksej Nemov | Herrarnas barr                  |            |           |         |          | 9.750    |          | 9.750   | 4         |
| Aleksej Nemov | Herrarnas räck                  |            |           |         |          |          | 9.800    | 9.800   |           |
| Jevgenij Podgornyj                                                                                                | Herrarnas kvaltävling           | 19.549 Q   | 18.625    | 18.837  | 19.212   | 9.225    | 18.975   | 104.423 | 66        |
| Jevgenij Podgornyj                                                                                                | Herrarnas fristående            | 9.550      |           |         |          |          |          | 9.550   | 6         |
| Dmitrij Trusj | Herrarnas kvaltävling           | 19.012     | 18.825    | 19.000  |          | 9.637    | 18.975   | 85.449  | 91        |
| Dmitrij Vasilenko                                                                                                 | Herrarnas kvaltävling           | 19.349     | 18.887    | 18.975  | 19.262   | 18.950   |          | 95.423  | 78        |
| Aleksej Voropajev                                                                                                 | Herrarnas kvaltävling           | 19.249     | 18.825    | 19.250  | 19.450 Q | 19.000   | 19.362 Q | 115.136 | 3 Q       |
| Aleksej Voropajev                                                                                                 | Herrarnas individuella mångkamp | 9.687      | 8.400     | 9.737   | 9.662    | 9.625    | 9.712    | 56.823  | 24        |
| Aleksej Voropajev                                                                                                 | Herrarnas hopp                  |            |           |         | 9.618    |          |          | 9.618   | 6         |
| Aleksej Voropajev                                                                                                 | Herrarnas räck                  |            |           |         |          |          | 9.712    | 9.712   | 6         |
| Sergej Charkov Nikolaj Krjukov Aleksej Nemov Jevgenij Podgornyj Dmitrij Trusj Dmitrij Vasilenko Aleksej Voropajev | Herrarnas lagmångkamp           | 96.784     | 95.286    | 95.537  | 96.749   | 96.173   | 96.249   | 576.778 |           |

Damer
| Idrottare | Gren                           | Redskap  | Redskap  | Redskap  | Redskap    | Final   | Final     |
| Idrottare | Gren                           | Hopp     | Barr     | Bom      | Fristående | Totalt  | Placering |
| --- | ------------------------------ | -------- | -------- | -------- | ---------- | ------- | --------- |
| Jelena Dolgopolova | Damernas kvaltävling           | 19.387   | 18.874   |          | 19.425     | 57.686  | 82        |
| Rozalia Galijeva | Damernas kvaltävling           | 19.512 Q | 19.512   | 19.462 Q | 19.237     | 77.723  | 8 Q       |
| Rozalia Galijeva | Damernas individuella mångkamp | 9.681    | 9.762    | 9.825    | 9.787      | 38.905  | 7         |
| Rozalia Galijeva | Damernas hopp                  | 9.743    |          |          |            | 9.743   | 4         |
| Rozalia Galijeva | Damernas bom                   |          |          | 9.112    |            | 9.112   | 7         |
| Jelena Grosjeva | Damernas kvaltävling           | 19.500 Q | 19.012   | 18.987   | 19.525     | 77.024  | 14        |
| Jelena Grosjeva | Damernas hopp                  | 9.637    |          |          |            | 9.637   | 7         |
| Svetlana Chorkina | Damernas kvaltävling           | 19.350   | 19.662 Q | 19.312   | 19.324     | 77.648  | 9 Q       |
| Svetlana Chorkina | Damernas individuella mångkamp | 9.706    | 9.262    | 9.787    | 9.700      | 38.455  | 15        |
| Svetlana Chorkina | Damernas barr                  |          | 9.850    |          |            | 9.850   |           |
| Dina Kotjetkova | Damernas kvaltävling           | 19.399   | 19.625 Q | 19.500 Q | 19.462 Q   | 77.986  | 3 Q       |
| Dina Kotjetkova | Damernas individuella mångkamp | 9.581    | 9.787    | 9.825    | 9.787      | 38.980  | 6         |
| Dina Kotjetkova | Damernas barr                  |          | 9.787    |          |            | 9.787   | 5         |
| Dina Kotjetkova | Damernas bom                   |          |          | 9.737    |            | 9.737   | 4         |
| Dina Kotjetkova | Damernas fristående            |          |          |          | 9.800      | 9.800   | 5         |
| Jevgenia Kuznetsova | Damernas kvaltävling           | 9.637    | 19.400   | 19.112   |            | 48.149  | 90        |
| Oksana Ljapina | Damernas kvaltävling           | 9.575    |          | 18.725   | 19.337     | 47.637  | 92        |
| Jelena Dolgopolova Rozalia Galijeva Jelena Grosjeva Svetlana Chorkina Dina Kotjetkova Jevgenia Kuznetsova Oksana Ljapina | Damernas lagmångkamp           | 97.148   | 97.598   | 96.473   | 97.185     | 388.404 |           |

### Rytmisk
| Idrottare         | Gren                                    | Kval  | Kval  | Kval   | Kval     | Kval   | Kval      | Semifinal | Semifinal | Semifinal | Semifinal | Semifinal | Semifinal | Final | Final | Final  | Final    | Final  | Final     |
| Idrottare         | Gren                                    | Rep   | Boll  | Käglor | Tunnband | Totalt | Placering | Rep       | Boll      | Käglor    | Tunnband  | Totalt    | Placering | Rep   | Boll  | Käglor | Tunnband | Totalt | Placering |
| ----------------- | --------------------------------------- | ----- | ----- | ------ | -------- | ------ | --------- | --------- | --------- | --------- | --------- | --------- | --------- | ----- | ----- | ------ | -------- | ------ | --------- |
| Amina Zaripova    | Damernas individuella mångkamp, rytmisk | 9.716 | 9.699 | 9.583  | 9.750    | 38.748 | 3 Q       | 9.716     | 9.850     | 9.782     | 9.316     | 38.664    | 7 Q       | 9.783 | 9.866 | 9.832  | 9.783    | 39.264 | 4         |
| Janina Batyrsjina | Damernas individuella mångkamp, rytmisk | 9.816 | 9.266 | 9.350  | 9.316    | 37.748 | 13 Q      | 9.850     | 9.866     | 9.733     | 9.783     | 39.232    | 3 Q       | 9.850 | 9.916 | 9.933  | 9.683    | 39.382 |           |

| Idrottare                                                                                         | Gren                            | Kval     | Kval                | Kval   | Kval      | Final    | Final               | Final  | Final     |
| Idrottare                                                                                         | Gren                            | 5 ringar | 3 bollar 2 tunnband | Totalt | Placering | 5 ringar | 3 bollar 2 tunnband | Totalt | Placering |
| ------------------------------------------------------------------------------------------------- | ------------------------------- | -------- | ------------------- | ------ | --------- | -------- | ------------------- | ------ | --------- |
| Jevgenia Botjkarjova Irina Dziuba Julia Ivanova Jelena Krivosjej Olga Sjtyrenko Angelina Jusjkova | Damernas truppmångkamp, rytmisk | 19.516   | 19.366              | 38.882 | 3 Q       | 19.466   | 18.899              | 38.365 |           |

## Handboll
Herrar
Gruppspel
| Lag      | Pld | W | D | L | GF  | GA  | GD  | Poäng |
| -------- | --- | - | - | - | --- | --- | --- | ----- |
| Sverige  | 5   | 5 | 0 | 0 | 131 | 94  | +37 | 10    |
| Kroatien | 5   | 4 | 0 | 1 | 132 | 122 | +10 | 8     |
| Ryssland | 5   | 3 | 0 | 2 | 137 | 106 | +31 | 6     |
| Schweiz  | 5   | 2 | 0 | 3 | 126 | 115 | +11 | 4     |
| USA      | 5   | 1 | 0 | 4 | 111 | 142 | −31 | 2     |
| Kuwait   | 5   | 0 | 0 | 5 | 100 | 158 | −58 | 0     |

| Resultat | Sverige | Kroatien | Ryssland | Schweiz | USA   | Kuwait |
| -------- | ------- | -------- | -------- | ------- | ----- | ------ |
| Sverige  |         | 27–18    | 22–20    | 26–19   | 23–19 | 33–18  |
| Kroatien | 18–27   |          | 25–24    | 23–22   | 35–27 | 31–22  |
| Ryssland | 20–22   | 24–25    |          | 30–23   | 31–16 | 32–20  |
| Schweiz  | 19–26   | 22–23    | 23–30    |         | 29–20 | 33–16  |
| USA      | 19–23   | 27–35    | 16–31    | 20–29   |       | 29–24  |
| Kuwait   | 18–33   | 22–31    | 20–32    | 16–33   | 24–29 |        |

## Judo
Herrar
| Idrottare              | Gren                      | Omgång 1             | Sextondelsfinal      | Åttondelsfinal       | Kvartsfinal          | Semifinal            | Final                | Återkval Omgång 1    | Återkval Kvartsfinal | Återkval Semifinal   | Brons- match         | Placering |
| Idrottare              | Gren                      | Motståndare Resultat | Motståndare Resultat | Motståndare Resultat | Motståndare Resultat | Motståndare Resultat | Motståndare Resultat | Motståndare Resultat | Motståndare Resultat | Motståndare Resultat | Motståndare Resultat | Placering |
| ---------------------- | ------------------------- | -------------------- | -------------------- | -------------------- | -------------------- | -------------------- | -------------------- | -------------------- | -------------------- | -------------------- | -------------------- | --------- |
| Nikolaj Ozjedin        | Herrarnas extra lättvikt  |                      | Ayed (TUN) W         | Nomura (JPN) L       | Gick inte vidare     | Gick inte vidare     | Gick inte vidare     | Gutiérrez (HON) W    | Meridja (ALG) W      | Donohue (GBR) W      | Trautmann (GER) L    | 5         |
| Islam Matsijev         | Herrarnas halv lättvikt   |                      | Nakamura (JPN) L     | Gick inte vidare     | Gick inte vidare     | Gick inte vidare     | Gick inte vidare     | Nyamlhagva (MGL) L   | Gick inte vidare     | Gick inte vidare     | Gick inte vidare     |           |
| Sergej Kolesnikov      | Herrarnas lättvikt        | Kingston (GBR) L     | Gick inte vidare     | Gick inte vidare     | Gick inte vidare     | Gick inte vidare     | Gick inte vidare     | Gick inte vidare     | Gick inte vidare     | Gick inte vidare     | Gick inte vidare     |           |
| Konstantin Savtjisjkin | Herrarnas halv mellanvikt |                      | Bouras (FRA) L       | Gick inte vidare     | Gick inte vidare     | Gick inte vidare     | Gick inte vidare     | Yuan (CHN) W         | García (ARG) L       | Gick inte vidare     | Gick inte vidare     |           |
| Oleg Maltsev           | Herrarnas mellanvikt      |                      | Ao (CHN) W           | Bagdasarov (UZB) L   | Gick inte vidare     | Gick inte vidare     | Gick inte vidare     | Celestin (HAI) W     | Merkevičius (LTU) W  | Yoshida (JPN) L      | Gick inte vidare     | 7         |
| Dmitrij Sergejev       | Herrarnas halv tungvikt   |                      | Solovyov (UZB) W     | Kim (KOR) L          | Gick inte vidare     | Gick inte vidare     | Gick inte vidare     | Thorleifsson (ISL) W | Sonnemans (NED) L    | Gick inte vidare     | Gick inte vidare     |           |
| Sergej Kosorotov       | Herrarnas tungvikt        |                      | Geraldino (DOM) W    | Flexa (BRA) W        | Liu (CHN) L          | Gick inte vidare     | Gick inte vidare     |                      | Lungu (ROU) W        | Möller (GER) L       | Gick inte vidare     | 7         |

Damer
| Idrottare            | Gren                     | Omgång 1             | Sextondelsfinal      | Åttondelsfinal       | Kvartsfinal          | Semifinal            | Final                 | Återkval Omgång 1     | Återkval Kvartsfinal | Återkval Semifinal   | Brons- match         | Placering |
| Idrottare            | Gren                     | Motståndare Resultat | Motståndare Resultat | Motståndare Resultat | Motståndare Resultat | Motståndare Resultat | Motståndare Resultat  | Motståndare Resultat  | Motståndare Resultat | Motståndare Resultat | Motståndare Resultat | Placering |
| -------------------- | ------------------------ | -------------------- | -------------------- | -------------------- | -------------------- | -------------------- | --------------------- | --------------------- | -------------------- | -------------------- | -------------------- | --------- |
| Marina Kovrigina     | Damernas halv lättvikt   | Schmutz (SUI) W      | Muñoz (ESP) L        | Gick inte vidare     | Gick inte vidare     | Gick inte vidare     | Gick inte vidare      | Gick inte vidare      | Gick inte vidare     | Gick inte vidare     |                      |           |
| Zulfia Garipova      | Damernas lättvikt        | Liu (CHN) L          | Gick inte vidare     | Gick inte vidare     | Gick inte vidare     | Gick inte vidare     | West (USA) W          | Huang (TPE) W         | Fairbrother (GBR) L  | Gick inte vidare     | 7                    |           |
| Tatjana Bogomjagkova | Damernas halv mellanvikt | Emoto (JPN) L        | Gick inte vidare     | Gick inte vidare     | Gick inte vidare     | Gick inte vidare     | Fleury-Vachon (FRA) W | Arad (ISR) L          | Gick inte vidare     | Gick inte vidare     |                      |           |
| Jelena Kotelnikova   | Damernas mellanvikt      |                      | Spacek (AUT) L       | Gick inte vidare     | Gick inte vidare     | Gick inte vidare     | Gick inte vidare      | Gick inte vidare      | Gick inte vidare     | Gick inte vidare     |                      |           |
| Svetlana Galjant     | Damernas halv tungvikt   |                      | Werbrouck (BEL) L    | Gick inte vidare     | Gick inte vidare     | Gick inte vidare     |                       | Fleury-Vachon (ESP) W | Scapin (ITA) L       | Gick inte vidare     | 7                    |           |
| Svetlana Gundarenko  | Damernas tungvikt        |                      | Silva (BRA) W        | Gránicz (HUN) W      | Sun (CHN) L          | Gick inte vidare     |                       |                       |                      | Cicot (FRA) L        | 5                    |           |

## Kanotsport
Sprint
Herrar
| Kanotist                                                           | Gren                 | Heat     | Heat      | Återkval | Återkval  | Semifinal | Semifinal | Final            | Final            |
| Kanotist                                                           | Gren                 | Tid      | Placering | Tid      | Placering | Tid       | Placering | Tid              | Placering        |
| ------------------------------------------------------------------ | -------------------- | -------- | --------- | -------- | --------- | --------- | --------- | ---------------- | ---------------- |
| Sergej Verlin                                                      | Herrarnas K-1 500 m  | 1:45,228 | 6 QR      | 1:43,359 | 4 QS      | 1:41,791  | 5         | Gick inte vidare | Gick inte vidare |
| Anatolij Tisjtjenko Oleg Gorobij                                   | Herrarnas K-2 500 m  | 1:31,589 | 3 QS      |          |           | 1:30,031  | 2 QF      | 1:29,677         | 4                |
| Aleksandr Ivanik Andrej Tissin                                     | Herrarnas K-2 1000 m | 3:46,558 | 6 QR      | 3:35,200 | 3 QS      | 3:22,306  | 7 QF      | Gick inte vidare | Gick inte vidare |
| Anatolij Tisjtjenko Oleg Gorobij Sergej Verlin Georgij Tsybulnikov | Herrarnas K-4 1000 m | 3:11,128 | 2 QF      |          |           |           |           | 2:53,996         |                  |
| Andrej Kabanov Pavel Konovalov                                     | Herrarnas C-2 500 m  | 1:46,307 | 3 QS      |          |           | 1:43,141  | 4 QF      | 1:42,496         | 6                |

Damer
| Athlete                                                              | Event              | Heats    | Heats | Repechage | Repechage | Semifinals | Semifinals | Final    | Final |
| Athlete                                                              | Event              | Time     | Rank  | Time      | Rank      | Time       | Rank       | Time     | Rank  |
| -------------------------------------------------------------------- | ------------------ | -------- | ----- | --------- | --------- | ---------- | ---------- | -------- | ----- |
| Natalja Gouilj Larissa Kosorukova                                    | Damernas K-2 500 m | 1:47.186 | 4 QR  | 1:52.520  | 1 QS      | 1:45.505   | 4 QF       | 1:43.237 | 8     |
| Olga Tisjtjenko Larissa Kosorukova Natalja Gouilj Tatjana Tisjtjenko | Damernas K-4 500 m | 1:41.695 | 5 QS  |           |           | 1:39.764   | 2 QF       | 1:34.345 | 7     |

Slalom
Herrar
| Kanotist         | Gren                 | Åk 1   | Åk 1      | Åk 2   | Åk 2      | Totalt | Placering |
| Kanotist         | Gren                 | Tid    | Placering | Tid    | Placering | Totalt | Placering |
| ---------------- | -------------------- | ------ | --------- | ------ | --------- | ------ | --------- |
| Anton Lazko      | Herrarnas K-1 slalom | 166,11 |           | 290,56 |           | 166,11 | 35        |
| Danila Kuznetsov | Herrarnas C-1 slalom | 273,36 |           | 226,06 |           | 226,06 | 27        |

## Modern femkamp
Herrar
| Idrottare           | Skytte | Fäktning | Simning | Ridning | Löpning | Totalpoäng | Placering |
| ------------------- | ------ | -------- | ------- | ------- | ------- | ---------- | --------- |
| Eduard Zenovka      | 1084   | 820      | 1268    | 1016    | 1342    | 5530       |           |
| Dmitrij Svatkovskij | 1012   | 880      | 1248    | 1010    | 1339    | 5489       | 4         |
| Grigorij Bremel     | 940    | 850      | 1140    | 950     | 928     | 4808       | 28        |

## Rodd
Herrar
| Roddare | Gren                        | Heat    | Heat      | Återkval | Återkval  | Semifinal | Semifinal | Final   | Final     |
| Roddare | Gren                        | Tid     | Placering | Tid      | Placering | Tid       | Placering | Tid     | Placering |
| --- | --------------------------- | ------- | --------- | -------- | --------- | --------- | --------- | ------- | --------- |
| Anton Sema | Herrarnas singelsculler     | 7:49,44 | 5 R       | 8:46,71  | 4 SF      | 7:28,44   | 3 FC      | 7:44,93 | Final C 4 |
| Igor Kravtsov Nikolaj Spinjov Georgij Nikitin Vladimir Sokolov | Herrarnas scullerfyra       | 6:10,62 | 3 SF      |          |           | 5:59,91   | 4 FB      | 5:54,98 | Final B 2 |
| Vladimir Mitjusjev Aleksandr Ustinov Andrej Sjevel Dmitrij Kartasjov | Herrarnas fyra utan styrman | 6:26,39 | 3 R       | 6:00,03  | 4 FC      |           |           | 6:23,59 | Final C 1 |
| Sergej Matvejev Andrej Gluchov Dmitrij Rozinkevitj Vladimir Sokolov Anton Tjermasjentsev Vladimir Volodenkov Nikolaj Aksionov Roman Montjenko Pavel Melnikov Aleksandr Lukjanov | Herrarnas åtta med styrman  | 5:48,63 | 3 R       | 5:32,98  | 2 FA      |           |           | 5:45,77 |           |

Damer
| Roddare                                                         | Gren                       | Heat    | Heat      | Återkval | Återkval  | Semifinal | Semifinal | Final   | Final     |
| Roddare                                                         | Gren                       | Tid     | Placering | Tid      | Placering | Tid       | Placering | Tid     | Placering |
| --------------------------------------------------------------- | -------------------------- | ------- | --------- | -------- | --------- | --------- | --------- | ------- | --------- |
| Margarita Bogdanova Irina Fedotova Larisa Merk Oksana Dorodnova | Damernas scullerfyra       | 6:37,59 | 2 R       | 0:00,00  | 4 FB      |           |           | 6:24,10 | Final B 1 |
| Albina Ligatjova Vera Potjitajeva                               | Damernas tvåa utan styrman | 7:42,76 | 2 SF      | 7:36,37  | 3 FA      |           |           | DSQ     | DSQ       |

## Segling
Herrar
| Seglare                                             | Gren | Lopp | Lopp | Lopp | Lopp | Lopp | Lopp | Lopp | Lopp | Lopp | Lopp | Poäng | Placering |
| Seglare                                             | Gren | 1    | 2    | 3    | 4    | 5    | 6    | 7    | 8    | 9    | 10   | Poäng | Placering |
| --------------------------------------------------- | ---- | ---- | ---- | ---- | ---- | ---- | ---- | ---- | ---- | ---- | ---- | ----- | --------- |
| Vladimir Moisejev Herrarnas mistral                 | (36) | 29   | 27   | 33   | (36) | 34   | 21   | 26   | 25   |      |      | 195   | 31        |
| Oleg Chopjorskij Herrarnas finnjolle                | (27) | 18   | 13   | 16   | 7    | (27) | 25   | 10   | 4    | 14   |      | 107   | 18        |
| Jevgenij Burmatnov Dimitrij Berjozkin Herrarnas 470 | 13   | (25) | 5    | 2    | 3    | 1    | 11   | (20) | 19   | 4    | 8    | 66    | 5         |

Mixed
| Seglare                                       | Gren    | Lopp | Lopp | Lopp | Lopp  | Lopp | Lopp | Lopp | Lopp | Lopp | Lopp | Lopp | Poäng | Matcher                                | Matcher                             | Matcher                          | Placering |
| Seglare                                       | Gren    | 1    | 2    | 3    | 4     | 5    | 6    | 7    | 8    | 9    | 10   | 11   | Poäng | Kvartsfinal                            | Semifinal                           | Final                            | Placering |
| --------------------------------------------- | ------- | ---- | ---- | ---- | ----- | ---- | ---- | ---- | ---- | ---- | ---- | ---- | ----- | -------------------------------------- | ----------------------------------- | -------------------------------- | --------- |
| Andrej Kiriljuk                               | Laser   | (36) | 25   | 26   | 31    | (32) | 24   | 29   | 19   | 22   | 20   | 16   | 212   |                                        |                                     |                                  | 29        |
| Jurij Konovalov Sergej Mjasnikov              | Tornado | 11   | 10   | 7    | 12    | (18) | 3    | 15   | 10   | 8    | (17) | 11   | 87    |                                        |                                     |                                  | 12        |
| Viktor Solovjov Anatolij Michajlin            | Starbåt | 10   | 16   | (21) | (DNF) | 14   | 15   | 19   | 19   | 7    | 21   |      | 121   |                                        |                                     |                                  | 17        |
| Georgij Sjajduko Dmitrij Sjabanov Igor Skalin | Soling  | 2    | 11   | (13) | 8     | 7    | 4    | (12) | 8    | 7    | 3    |      | 50    | B. Abbott J. Abbott Boston (CAN) W 3:0 | Madrigali Barton Massey (USA) W 3:0 | Flach Schümann Jäkel (GER) L 0:3 |           |

## Simhopp
Herrar
| Idrottare           | Gren           | Kval   | Kval      | Semifinal | Semifinal | Semifinal         | Semifinal | Final  | Final     | Final              | Final     |
| Idrottare           | Gren           | Poäng  | Placering | Poäng     | Placering | Poäng (kval+semi) | Placering | Poäng  | Placering | Poäng (semi+final) | Placering |
| ------------------- | -------------- | ------ | --------- | --------- | --------- | ----------------- | --------- | ------ | --------- | ------------------ | --------- |
| Dmitrij Sautin      | Herrarnas 3 m  | 391,74 | 6 Q       | 229,74    | 2         | 621,48            | 5 Q       | 414,93 | 6         | 644,67             | 5         |
| Dmitrij Sautin      | Herrarnas 10 m | 452,82 | 1 Q       | 194,64    | 2         | 647,46            | 1 Q       | 497,70 | 1         | 692,34             |           |
| Valerij Statsenko   | Herrarnas 3 m  | 357,18 | 15 Q      | 217,53    | 9         | 574,71            | 11 Q      | 380,16 | 11        | 597,69             | 9         |
| Vladimir Timosjinin | Herrarnas 10 m | 425,43 | 4 Q       | 169,47    | 11        | 594,90            | 4 Q       | 459,12 | 4         | 628,59             | 5         |

Damer
| Idrottare            | Gren          | Kval   | Kval      | Semifinal        | Semifinal        | Semifinal         | Semifinal        | Final            | Final            | Final              | Final            |
| Idrottare            | Gren          | Poäng  | Placering | Poäng            | Placering        | Poäng (kval+semi) | Placering        | Poäng            | Placering        | Poäng (semi+final) | Placering        |
| -------------------- | ------------- | ------ | --------- | ---------------- | ---------------- | ----------------- | ---------------- | ---------------- | ---------------- | ------------------ | ---------------- |
| Vera Ilina           | Damernas 3 m  | 308,88 | 1 Q       | 230,19           | 2                | 539,07            | 1 Q              | 263,37           | 10               | 493,56             | 7                |
| Irina Lasjko         | Damernas 3 m  | 271,92 | 8 Q       | 234,51           | 1                | 506,43            | 3 Q              | 277,68           | 6                | 512,19             |                  |
| Olga Christoforova   | Damernas 10 m | 268,65 | 8 Q       | 167,07           | 5                | 435,72            | 8 Q              | 259,05           | 9                | 426,12             | 8                |
| Svetlana Timosjinina | Damernas 10 m | 242,76 | 20        | Gick inte vidare | Gick inte vidare | Gick inte vidare  | Gick inte vidare | Gick inte vidare | Gick inte vidare | Gick inte vidare   | Gick inte vidare |

## Tennis
Herrar
| Spelare           | Gren       | Omgång 1                       | Omgång 2                       | Åttondelsfinaler      | Kvartsfinaler                         | Semifinaler       | Final / BM        | Final / BM       |
| Spelare           | Gren       | Motståndare Poäng              | Motståndare Poäng              | Motståndare Poäng     | Motståndare Poäng                     | Motståndare Poäng | Motståndare Poäng | Placering        |
| ----------------- | ---------- | ------------------------------ | ------------------------------ | --------------------- | ------------------------------------- | ----------------- | ----------------- | ---------------- |
| Andrej Olchovskij | Herrsingel | Lapentti (ECU) W 6-1, 3-6, 8-6 | Vacek (CZE) (16) W 6-3, 7-6(1) | Ruud (NOR) W 6-4, 6-3 | Meligeni (BRA) (2) L 7-6(5), 5-7, 3-6 | Gick inte vidare  | Gick inte vidare  | Gick inte vidare |

Damer
| Spelare                         | Gren      | Omgång 1                       | Omgång 2                                  | Åttondelsfinaler  | Kvartsfinaler     | Semifinaler       | Final / BM        | Final / BM       |
| Spelare                         | Gren      | Motståndare Poäng              | Motståndare Poäng                         | Motståndare Poäng | Motståndare Poäng | Motståndare Poäng | Motståndare Poäng | Placering        |
| ------------------------------- | --------- | ------------------------------ | ----------------------------------------- | ----------------- | ----------------- | ----------------- | ----------------- | ---------------- |
| Jelena Makarova                 | Damsingel | Labat (ARG) L 2-6, 5-7         | Gick inte vidare                          | Gick inte vidare  | Gick inte vidare  | Gick inte vidare  | Gick inte vidare  | Gick inte vidare |
| Anna Kournikova                 | Damsingel | Courtois (BEL) L 6-1, 2-6, 2-6 | Gick inte vidare                          | Gick inte vidare  | Gick inte vidare  | Gick inte vidare  | Gick inte vidare  | Gick inte vidare |
| Jelena Lichovtseva              | Damsingel | Fernandez (USA) (7) L 2-6, 4-6 | Gick inte vidare                          | Gick inte vidare  | Gick inte vidare  | Gick inte vidare  | Gick inte vidare  | Gick inte vidare |
| Anna Kournikova Jelena Makarova | Damdubbel |                                | Novotná (CZE) Suková (CZE) (2) L 2-6, 2-6 | Gick inte vidare  | Gick inte vidare  | Gick inte vidare  | Gick inte vidare  | Gick inte vidare |